# Fakulteta za vinogradništvo in vinarstvo v Novi Gorici
Fakulteta za vinogradništvo in vinarstvo, s sedežem v Vipavi, je fakulteta, ki je članica Univerze v Novi Gorici. Svoje prostore ima v dvorcu Lanthieri v središču Vipave.
Ustanovljena je bila leta 2006 kot visoka šola za vinogradništvo in vinarstvo, v študijskem letu 2019/20 pa je prvič razpisala tudi magistrski študij, na podlagi česar je leta 2020 prejela akreditacijo za spremembo v fakulteto.

## Študijski program
Študijski program vinogradništvo in vinarstvo je triletni dodiplomski visokošolski strokovni študijski program prve stopnje. V prvih dveh letnikih je študij enoten in daje vsem študentom osnovo iz področja naravoslovno-matematičnih ved, hkrati pa slušatelji pridobijo strokovna znanja iz področij vinogradništva, vinarstva in trženja vina. V tretjem letniku se lahko študentje z vpisom izbirnih predmetov specializirajo bolj za področje vinogradništva ali pa vinarstva. Omogočen je tudi vpis predmetov iz druge izbirne skupine ali skupnih izbirnih predmetov oziroma drugih sorodnih študijskih programov. Študij je praktično naravnan, teoretična znanja ves čas dopolnjujejo laboratorijske vaje, terenski pouk, ekskurzije ter praktično usposabljanje v drugem in tretjem letniku.